# Захарьин-Юрьев, Михаил Юрьевич
Михаил Юрьевич Захарьин-Юрьев (подписывался также и Кошкиным-Захарьиным; ? — 1538) — русский государственный и военный деятель, второй из шести сыновей боярина Юрия Захарьевича Кошкина, праправнука Андрея Ивановича Кобылы, двоюродный прадед царя Михаила Фёдоровича (старший брат прадеда Михаила Фёдоровича Романа Юрьевича), с 1514 окольничий, потом боярин, особенно близкий к великому князю Василию III Иоанновичу.

## Биография
Михаил Юрьевич Захарьин впервые упоминается среди окружения великого князя московского Ивана III Васильевича во время его похода в 1495 году на Новгород. В 1506 году — воевода полка левой руки царевича Яналея и воеводы Семена Ивановича Воронцова. Весной 1509 года участвовал в церемонии встречи литовских послов. В 1510 году Михаил Юрьевич Захарьин, будучи «сыном боярским» участвовал в псковском походе великого князя московского Василия III Ивановича вместе с боярами и окольничими принимал со своим двоюродным братом Петром Яковлевичем Захарьиным-Яковлевым присягу от псковичей.

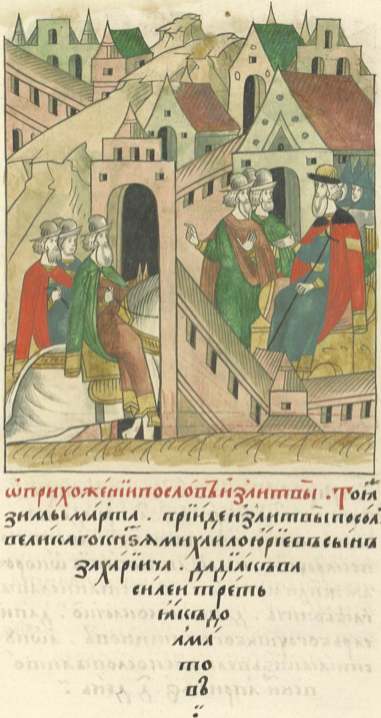
Михаил Юрьевич Захарьин-Юрьев приезжает из Литвы к Василию III

В ноябре 1510 — марте 1511 годов Михаил Юрьевич Захарьин возглавил московское посольство в Великое княжество Литовское, где вел переговоры о мелких порубежных спорах. В 1511 году М. Ю. Захарьин прибыл к великому князю литовскому и королю польскому Сигизмунду I Казимировичу Ягеллону с разными жалобами; тогда же ему было поручено узнать от вдовствующей великой литовской княгини Елены Ивановны, каким образом великий князь московский Василий III Иванович может вести с ней тайную переписку.
В августе 1510 года получил звание тверского дворецкого, которое занимал по крайней мере до 1522 года. После смерти В. А. Челяднина (около 1515 года) он исполнял обязанности дворецкого Большого дворца.
В 1512—1514 годах Михаил Юрьевич Захарьин участвовал в трех походах русской армии под предводительством великого князя московского Василия III Ивановича на Смоленск. Во время первого похода на Смоленск (1512—1513 гг.) он был воеводой сторожевого полка, во втором смоленском походе (1513 год) — второй воевода большого полка, затем передового полка. В 1514 году во время третьего похода на Смоленск был вторым воеводой большого полка.
В 1516 и 1517 годах во время службы на Вошане окольничий Михаил Юрьевич Захарьин был вторым или даже третьим воеводой большого полка. Весной 1519 года по распоряжению великого князя М. Ю. Захарьин был отправлен в Казань, где возвел на ханский престол русского ставленника Шигалея, которого сопровождал в следующем году в его столицу, а по возвращении из Казани в Москву принял участие в переговорах с послами Сигизмунда Старого о заключении 6-месячного перемирия. В феврале 1520 года в боярском приговоре он был назван первым после бояр.
В 1522—1524 годах Михаил Юрьевич Захарьин стоял с полком на Кашире, будучи третьим или вторым воеводой в большом полку. В 1524 году боярин М. Ю. Захарьин участвовал в походе русской рати на Казанское ханство и в неудачной осаде Казани, во время которой командовал всем «нарядом» (артиллерией). Несмотря на скромное участие в военных кампаниях, австрийский дипломат Сигизмунд Герберштейн называл Михаила Юрьевича Захарьина как «одного из … главных советников» Василия III.
С 1517 года в ведение М. Ю. Захарьина фактически передавались литовские дела. На переговорах 1517, 1520, 1521, 1522 и 1526 годов он возглавлял комиссию русских представителей. Во время приезда имперских послов С. Герберштейна (1517 год) и Франциска да Колло (1518 год) он присутствовал в церемониях встреч, но деятельного участия в переговорах как будто не принимал. При участии Михаила Захарьина происходили переговоры с прусскими послами в 1517, 1519 и 1520 годах, а также с турецкими послами в 1522 и 1529 годах.
В 1526 году на второй свадьбе великого князя московского с Еленой Васильевной Глинской Михаил Юрьевич Захарьин был вторым (после боярина князя Дмитрия Фёдоровича Бельского) дружкой Василия III.
Осенью 1527 года во время нападения крымского Ислям-Гирея на южнорусские земли боярин Михаил Юрьевич Захарьин и князь Борис Иванович Горбатый-Шуйский были оставлены Василием III оборонять Москву. В том же 1527 году вместе с другими представителями придворной знати «ручался» за князя Михаила Львовича Глинского, а в июне 1528 года скреплял своей печатью поручную княжат и детей боярских по князьям Андрею Михайловичу и Ивану Михайловичу Шуйским.
В 1523/1524 годах М. Ю. Захарьин вместе с И. Ю. Шигоной-Поджогиным в качестве «боярина» расследовал дело о попытке муромских детей боярских бежать в Литву, а в июне 1521 года вместе с боярином Григорием Фёдоровичем Давыдовым — дело о «бое и грабеже», а в июне 1528 года — о сожжении митрополичьего двора. В мае 1531 года участвовал в судебном процессе над Вассианом Патрикеевым.
В июне 1528 года Михаил Юрьевич Захарьин впервые упоминается в сане боярина. В 1533 году незадолго до кончины великий князь московский Василий III советовался с М. Ю. Захарьиным по вопросу о престолонаследии и назначил его в число трёх ближайших советников к своей супруге Елене Васильевне.
В декабре 1533 года и январе — феврале 1537 года Михаил Юрьевич Захарьин участвовал в переговорах с литовскими послами. Осенью 1537 года был назначен вторым воеводой большого полка в судовой рати, которую предполагалось отправить на Казань.
Именно к Михаилу Юрьевичу Захарьину как специалисту по артиллерии («наряду») обратился в конце 1538 года выходец из ВКЛ Иван Семёнович Пересветов с предложением организовать мастерскую по производству особого рода гусарских щитов.
Осенью 1538 года боярин Михаил Юрьевич Захарьин-Юрьев скончался.

## Дети
Жены: Ирина, Феодосия.
- Иван Михайлович Большой Захарьин-Юрьев (? — 1546), боярин (1546), бездетный
- Василий Михайлович Захарьин-Юрьев (? —3.4.1567), боярин (1546/1547), был женат на княжне Анастасии Дмитриевне Бельской (? — 24.5.1571), от этого брака было трое сыновей — Иван (ум. 1571), Фёдор (ум. 1571), Протасий (ум. 1575).
- Иван Михайлович Меньшой Захарьин-Юрьев (ум. 1552), бездетный.